# Tregony
Tregony (wcześniej Tregoney) – wieś i civil parish w Anglii, w Kornwalii. Leży 48 km na wschód od miasta Penzance i 363 km na zachód od Londynu. W 2011 roku civil parish liczyła 768 mieszkańców. Tregony jest wspomniana w Domesday Book (1086) jako Trelingan.